# Стигнеев, Валерий Тимофеевич
Валерий Тимофеевич Стигнеев (28 сентября 1937, с. Катон-Карагай Восточно-Казахстанской области КазССР — 18 декабря 2021, Москва) — советский и российский фотограф, журналист, искусствовед, кандидат философских наук, критик и автор статей о фотографии. Почётный член Союза фотохудожников России.

## Биография
Валерий Стигнеев родился 28 сентября 1937 года в с. Катон-Карагай Восточно-Казахстанской области КазССР.
В 1960 окончил Московский инженерно-физический институт (с 2009 года — Национальный исследовательский ядерный университет «МИФИ»).
С конца 1960-х годов начал заниматься фотографией.
Публиковался в журналах (как фотограф и автор текстов) «Журналист», «Клуб», «Советское фото» и других.
С 1980-х годов вёл научно-исследовательскую работу в Государственном институте искусствознания по истории и теории фотографии, кандидат философских наук.
Автор многочисленных монографий и статей (в том числе о Б. Игнатовиче, И. Шагине, А. Шайхете, Е. Халдее, А. Гринберге и многих других), составитель фотокниг, куратор выставок фотографий, участник многочисленных выставок в стране и за рубежом.
Скончался 18 декабря 2021 года.

## Творчество

### Персональные выставки
- 1997 г. — «Москва-Берлин. Искусство улиц», Немецкий культурный центр им. Гёте, Москва.
- 1997 г. — «Москва: знаки и образы», Галерея «А-3», Москва.
- 1997 г. — «Париж: мимолетности», Французский культурный центр, Москва.
- 1997 г. — «Москва. Искусство улиц», Белградский сейм, Белград.
- 1998 г. — «Записки урбаниста», Государственный институт искусствознания, Москва.
- 1998 г. — «Думай и выбирай», Галерея «На Солянке», Москва; Музей Берлин-Карлсхорст, Берлин.
- 1998 г. — «Вернисажи: лица», Галерея «Юнион», Москва.
- 1999 г. — «Красное», Месяц фотографии, Галерея «X», Братислава; Галерея «15 м²», Москва.
- 1999 г. — «Русский интернет», Галерея «Дар», Москва.
- 1999 г. — «Париж: два взгляда», Центральный Дом архитектора, Москва.
- 2000 г. — «Арт-склад», Галерея «Юнион», Москва.
- 2000 г. — «Примечание» (совместно с И. Макаревичем), Галерея «Дом», Москва.
- 2000 г. — «Русская вывеска», Фотобиеннале-2000, Галерея «Дар», Москва.
- 2000 г. — «Berlin-Moskau. Strassebilder von Valerij Stignejew», Музей Берлин-Карлсхорст, Берлин.
- 2001 г. — "Москва безъязыкая? Слово на улице, галерея Юнион, Москва

### Авторский альбом
- Stignejev, V. «Moskau — Berlin. Straßenbilder, Fotos 1996—1998». Berlin, Elefanten Press, 1999, 96 S., 70 farb.,
- «Валерий Стигнеев. Фотоальбом / Valery Stigneev: Photoalbum» Издательство: Три квадрата, 2006 ISBN 5-94607-058-4
- «Валерий Стигнеев. Фотографии / Valery Stigneev: Photograhps» Издательство: Три квадрата, 2006

## Деятельность

### Куратор выставок
- 1989 г. — выставка Фотографической Ассоциации СССР, Москва.
- 1990 г. — «Современный фотоавангард», Музей кино, Москва.
- 1991 г. — «Новая волна», Музей кино, Москва.
- 1992 г. — «Молодые таланты», Фотоцентр, Москва.

«Форма и образ», Фотогалерея, Каунас.
- 1993 г. — Московский Международный фотофестиваль «Портфолио», Фотоцентр, Москва.
- 1994 г. — «Лицо войны», Центральный музей Отечественной войны на Поклонной горе, Москва.
- 1995—1997 гг. — Проект «Советский фоторепортаж 20-х—30-х годов», серия выставок, Государственный институт искусствознания, Москва.

### Организатор конференций
- 1990 г. — Даггеровские чтения, посвященные 150-летию фотографии, редакция журнала «Советское фото», Москва.
- 1993 г. — Московский международный фотофестиваль «Российская фотография: история и современность», Союз фотохудожников России, Москва.
- 1994 г. — «Фотография как предмет исследования» (к 100-летию Русского фотографического общества), Российский дом народного творчества, Москва.

### Статьи в журналах
- 1986—1990 гг. — «Българско фото». Болгария.
- 1978—1993 гг. — «Советское фото». СССР.
- 1992—1994 гг. — «Фотография». Россия.
- 1995—1997 гг. — «IMAGO/Another European Photography». Международный журнал, Братислава.
- 1996—1997 гг. — «Камера-обскура». Россия.

### Тексты которые можно прочитать в интернете
- Статья В. Стигнеева «Подпись и снимок» в журнале «Советское фото». 1984 г. № 8
- Статья В. Стигнеева «Рамки и изображения» в журнале «Советское фото». 1986 г. № 1
- Статья В. Стигнеева «Две тенденции», в журнале «Советское фото», 1989 г. № 7.
- Статья В. Стигнеева «Концептуальная фотография», в журнале «Советское фото», 1989 г. № 9.
- Статья В. Стигнеева «Новая волна в фотоискусстве России и Белоруссии», в журнале «Советское фото». 1991 г. № 12.

### Статьи в книгах
- 1980—1997 гг. — статьи в коллективных трудах Государственного института искусствознания.
- Статья В. Стигнеева в книге «Photo Manifesto. Contemporary Photography in The USSR», Stewart, Tabori&Chang , USA 1991
- Статья В. Стигнеева в каталоге «Litza. Contemporary Portrait Photography from Russia, Byelorussia and Ukraine», Amsterdam, 1992
- Статья В. Стигнеева в каталоге «Искусство современной фотографии. Россия, Украина, Беларусь», Изд. AUTOPAN, 1994
- Статья В. Стигнеева «Poetics of Space». Albuquerque, University of New Mexico Press 1995.
- Статья В. Стигнеева в каталоге «Moscow City». Columbia University, New York 2003
- Статья В. Стигнеева в книге «Борис Игнатович / Boris Ignatovich», МДФ 2003
- Статья В. Стигнеева в книге «Иван Шагин», Арт-Родник, 2007 г.
- Статья В. Стигнеева в книге «Аркадий Шайхет», Арт-Родник, 2007 г.
- Автор: Валерий Стигнеев «Евгений Халдей», Арт-Родник, 2007 г. ISBN 978-5-9794-0071-6

### Автор-составитель фото-книг
- «Мгновения счастья». М., Прогресс 1972 г.
- «Москва и москвичи». М., Московский рабочий 1975 г.
- «Человек. Его дело». М., Прогресс 1977 г.
- «Юность столицы». М., Московский рабочий 1979 г.

### Автор книг о фотографии
- Составители: Валерий Стигнеев и Александр Липков, «Мир фотографии», Москва, «Планета», 1998. ISBN 5-85250-117-4
- Валерий Стигнеев автор текста в книге «Фототворчество России», Издательство «Планета», 1990
- Валерий Стигнеев, «Век фотографии. 1894—1994», Издательство «КомКнига», Москва, 2005 389 стр., ISBN 5-484-00039-4
- Валерий Стигнеев, «Популярная эстетика фотографии», Издательство «Три квадрата», 2011
- Валерий Стигнеев, «От пикториализма к фоторепортажу», Издательство «Арт-Бридж», Москва, 2013

#### Обзор книги «Век фотографии. 1894—1994»
Книга охватывает наиболее значимые моменты в истории отечественной фотографии за сто лет, начиная с организации

Русского фотографического общества в Москве (РФО, 1894) и заканчивая событиями постперестроечного периода (1992—1994).

Развитие нашей фотографии рассматривается в основном в советскую эпоху:
- организация массового фотодвижения,
- содружество фотографов с ГАХН — Государственной Академией художественных наук,
- формирование школы фоторепортажа,
- борьба официоза с «левой» фотографией,
- дискуссии о формализме и натурализме.

Особое внимание уделено уникальному, но малоисследованному явлению — военной фотографии 1941—1945 гг., а также теоретическим спорам, занимавшим фотообщественность в 1950—1970-е гг.

### Публикации в сети

#### Авторские тексты 2010—2012 г., на ресурсе Photographer.Ru
- «Фотография как…» Рецензия на книгу Александра Лапина
- Анализ снимков. Продолжение разбора книги «Фотография как…»
- Юбилейное. Ответ воображаемому арт-критику и журналисту
- Про умнистов: «вербальность мысли» или что хочу, то и ворочу
- Про «поле фотографии»: взгляд и нечто. К дискуссии о языке фотографии
- Черные квадраты выступают вперед, а белые отступают в глубину. Об одной самодеятельной теории
- «Фанатики? Учение Маркса тоже сильно пострадало из-за фанатиков»
- «А что я вижу? Я вижу посещение бани». Ещё раз о моменте съемки
- Момент съемки. Поиск решающего мгновения
- Возможный мир. Репортаж или постановка?
- Про аналитическую и иную фотографию
- Как метафизику поставить на службу фотографии?